# علاج أسري
العلاج الأسري أو علاج الأزواج والأسرة أو العلاج الزوجي والأسري أو علاج الأنظمة الأسرية أو الاستشارة الأسرية، هو فرع من فروع العلاج النفسي التي تعمل على المستويين الأسري والزوجي ضمن نطاق العلاقات الحميمة، وذلك من خلال احتضان التغيير والتطور ضمن هذه العلاقات. ينظر العلاج الأسري إلى التغيير من منظور أنظمة التفاعل بين أفراد الأسرة.
تتشارك مدارس العلاج النفسي المتباينة الاعتقاد بعدم أهمية أصل المشكلة سواء كانت «فردية» أو «أسرية» من وجهة نظر العملاء، ويشددون على أهمية إشراك الأسر في إيجاد الحلول وأثره الإيجابي على العملاء. يتحقق إشراك الأسر في إيجاد الحلول عادةً من خلال انخراطهم المباشر في جلسات العلاج. وبالتالي، تشمل مهارات المعالج الأسري القدرة على التأثير في المحادثات من خلال اتباع أساليب من شأنها أن تحفز كل من نقاط القوة والحكمة والدعم ضمن إطار النظام الأوسع.
عرّف الأطباء الأسرة بأسلوب تقليدي ومحدود خلال السنوات الأولى التي شهدت تطورًا في هذا المجال، إذ شملت الأسرة وفقًا لهذا التعريف الآباء والأطفال وحسب. تغير تعريف مفهوم الأسرة تزامنًا مع تطور هذا المجال، فركز التعريف الحديث الشائع على الأدوار والعلاقات طويلة الأمد التي تنطوي على دعم كبير بين الأشخاص الذين لا يُشترط أن تجمعهم روابط قرابة أو زواج. طُبقت الأطر المفاهيمية التي وضعها المعالجون الأسريون –ولا سيما المنظرون في مجال الأنظمة الأسرية- على مجموعة واسعة من السلوكيات البشرية، بما في ذلك الديناميكيات التنظيمية ودراسات الكبر.

## نبذة تاريخية وأطر نظرية
لطالما شكّلت التدخلات الشكلية في الأسر بغية مساعدة الأفراد والأسر الذين يعانون من مشاكل مختلفة جزءًا من العديد من الثقافات عبر التاريخ. تضمنت هذه التدخلات أحيانًا تطبيق بعض الإجراءات أو الطقوس الشكلية، وشملت هذه التدخلات في الكثير من الأحيان الأسرة الممتدة وأفراد المجتمع من غير الأقارب (كممارسات هوبونوبونو في هاواي مثلًا). أصبح إجراء هذه التدخلات حكرًا على أشخاص معينين في المجتمع –كالزعيم أو الكاهن أو الطبيب مثلًا- بعد بروز هذا التخصص في المجتمعات المختلفة، إذ اعتُبر هذا التخصص بمثابة وظيفة تبعية وحسب.
يمكن القول إن بروز العلاج الأسري باعتباره ممارسةً مهنيةً قائمةً بحد ذاتها داخل الثقافات الغربية متأصل في حركات العمل الاجتماعي خلال القرن التاسع عشر ولا سيما في المملكة المتحدة والولايات المتحدة. تعود جذور العلاج الأسري بوصفه فرعًا من فروع العلاج النفسي إلى أوائل القرن العشرين، أي تزامنًا مع ظهور حركة إرشاد الطفل والاستشارات الزوجية. يعود التطور الجوهري للعلاج الأسري إلى أربعينيات وأوائل خمسينيات القرن العشرين، أي عند تأسيس الجمعية الأمريكية لمستشاري الزواج (التي سبقت الجمعية الأمريكية للعلاج الزوجي والأسري)، أو تزامنًا مع بذل العديد من الأطباء المستقلين والمجموعات الطبية جهودًا في المملكة المتحدة (جون بولبي في عيادة تافيستوك) والولايات المتحدة (دونالد دي أفيلا جاكسون، وجون إلديركين بيل، وناثان أكرمان، وكريستيان ميدلفورت، وثيودور ليدز، وليمان وين، وموراي بوين، وكارل ويتاكر، وفرجينيا ساتير، وإيفان بوزورميني ناغي) والمجر (دي. إل. بّي. ليبرمان الذي بدأ في تطبيق طريقة الاجتماع بأفراد الأسرة سويةً في جلسات المراقبة أو العلاج). تأثر هذا المجال بدايةً بالتحليل النفسي إلى حد كبير (إذ كان لمؤسسي هذا المجال جذورًا تحليليةً نفسيةً) بالإضافة إلى الطب النفسي الاجتماعي، ثم شهد هذا المجال تأثيرًا كبيرًا لنظرية التعلم والعلاج السلوكي، إذ بدأ الأطباء في صياغة نظريات مختلفة حول طبيعة الأسرة ووظائفها باعتبارها كيان واحد لا مجموعةً من الأفراد.
اكتسبت الحركة زخمًا كبيرًا في أوائل خمسينيات القرن العشرين على يد عالم الأنثروبولوجيا جريجوري بيتسون وزملائه –جاي هالي، ودونالد دي. جاكسون وجون ويكلاند وويليام فراي، بالإضافة إلى فرجينيا ساتير وإيفان بوزورميني ناغي وبول واتزلاويك وغيرهم ممن انضموا إليه في وقت لاحق- في مدينة بالو ألتو في الولايات المتحدة، إذ أدخل بيتسون أفكارًا من علم السيبرنيطيقا ونظرية الأنظمة العامة إلى علم النفس الاجتماعي والعلاج النفسي، وصبّ جل تركيزه على دور التواصل. تجنب هذا النهج التركيز التقليدي على علم النفس الفردي والعوامل التاريخية –التي تشتمل على ما يُسمى بـ السببية الخطية أو المحتوى- واستبدله بالتركيز على آليات الارتجاع والاستتباب و«القواعد» في التفاعلات الحالية والآنية –أو ما يُسمى بـ السببية الدائرية وسلسلة التغييرات- التي اعتُقد سابقًا أنها تسفر عن استمرار المشاكل أو تفاقمها بصرف النظر عن السبب (الأسباب) الأصلية. تأثرت هذه المجموعة بأعمال الطبيب النفسي الأمريكي ميلتون إريكسون المختص بالعلاج بالتنويم الإيحائي والعلاج المختصر، ولا سيما أعماله المتعلقة باستخدامه المبتكر لاستراتيجيات التغيير كـ التوجيهات المتناقضة مثلًا. أولى أعضاء مشروع بيتسون (مثل مؤسسي عدد من مدارس العلاج الأسري الأخرى، بما في ذلك كارل ويتاكر وموراي بوين وإيفان بوزورميني ناغي) اهتمامًا خاصًا بالأسباب والعلاجات النفسية والاجتماعية المحتملة لاضطراب الفصام، ولا سيما من حيث «المعنى» و«الوظيفة» المفترضين للعلامات والأعراض داخل النظام الأسري. أثرت أبحاث الطبيبين النفسيين والمحللين النفسيين ليمان وين وثيودور ليدز حول انحراف التواصل ودوره (مثل التبادلية الزائفة والعداء الزائف والانفصام والانحراف) ضمن عائلات الأشخاص المصابين بالفصام على أعمال المنظرين والمعالجين في المجالات المتعلقة بـ أنظمة التواصل.